# BioNik (альбом)
«BioNik» — дебютний альбом чернівецького рок-гурту «BioNik», що вийшов 2007 року. До пісень L'amour de trois та Dis-moi було знято кліпи.

## Перелік композицій
1. Дежавю
2. Твій не мій
3. Крістін
4. V.I.P.
5. Оревуар
6. Любов по факсу
7. Слайди
8. Еротика
9. Неонові сади
10. Personne
11. PDT (peu du temps)
12. L'amour de trois
13. Have a Good Time
14. Dis-moi